# Giulio Feltrio della Rovere

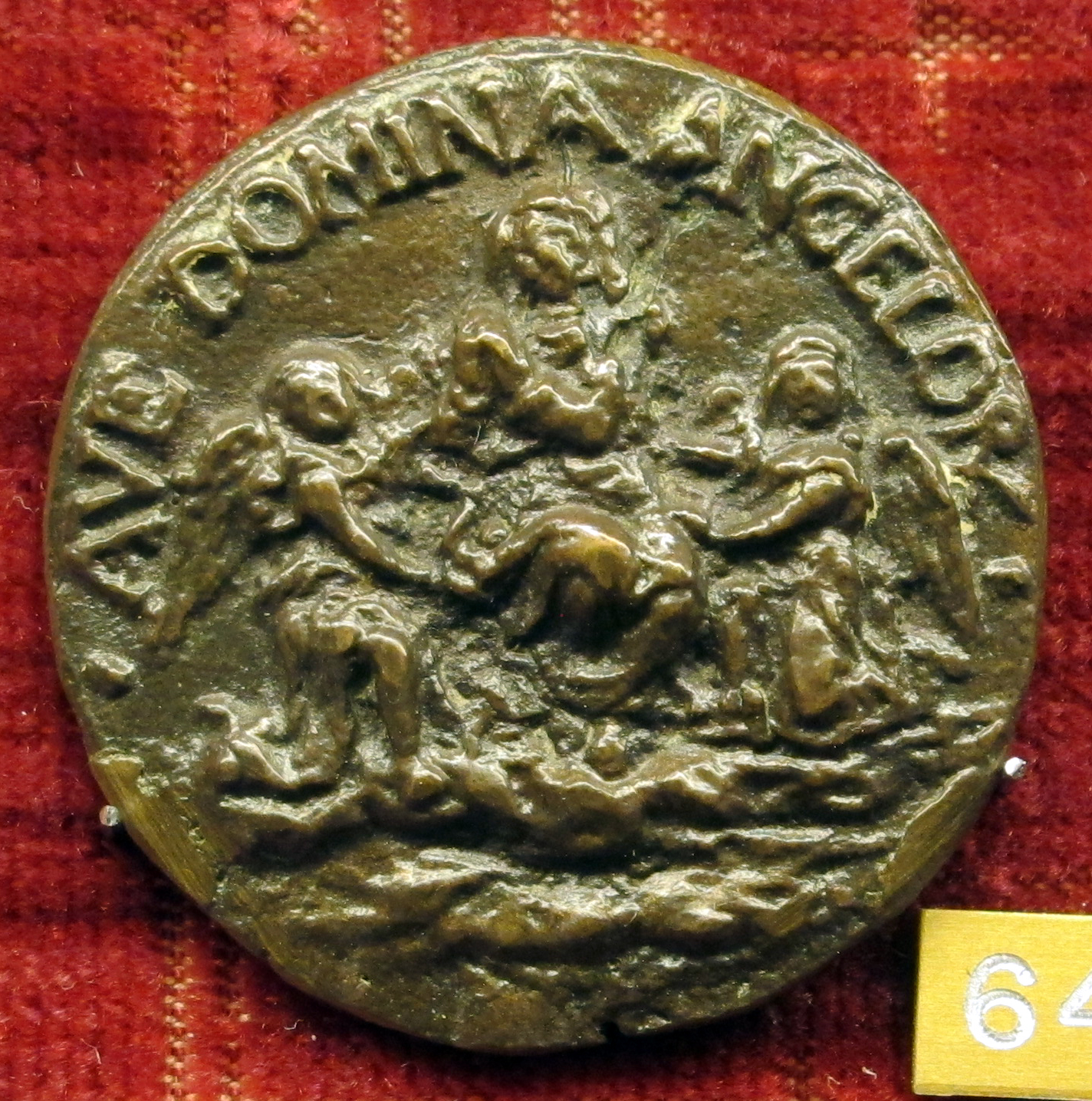
Medaglia di Giulio della Rovere, post 1547

Giulio Feltrio della Rovere (Urbino, 5 aprile 1533 – Fossombrone, 3 settembre 1578) è stato un cardinale italiano.

## Biografia

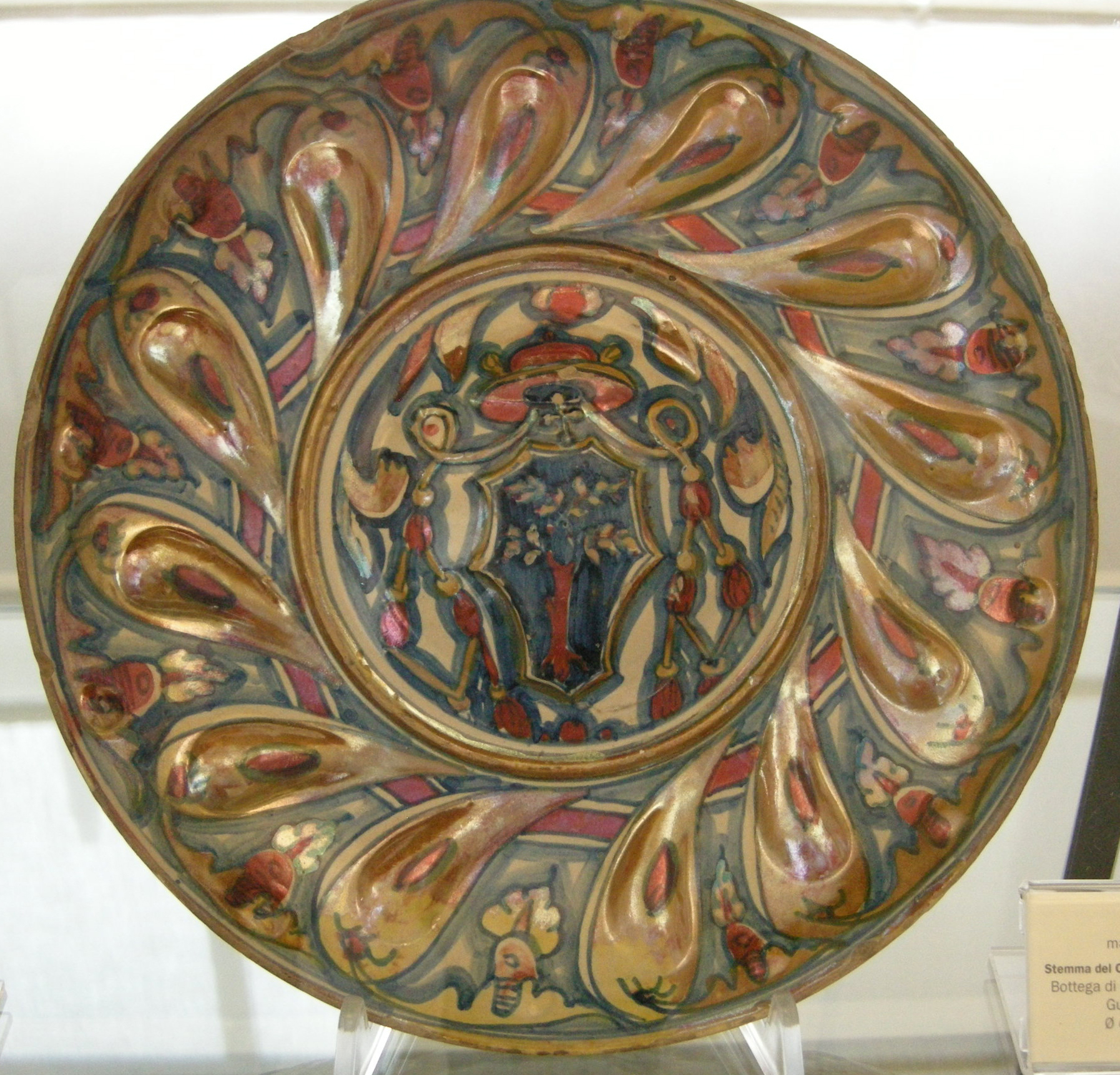
Coppa con stemma cardinale Giulio della Rovere, Maiolica di Gubbio, mastro Giorgio Andreoli, 1550-60

Nacque a Urbino nel 1533, figlio del Duca Francesco Maria I della Rovere e di Eleonora Gonzaga.
Papa Paolo III lo elevò al rango di cardinale nel concistoro del 27 luglio 1547, a soli quattordici anni, e il 24 settembre dell'anno successivo venne nominato Vescovo di Urbino. Fino alla nomina del cardinale Roberto de' Nobili, creato da Giulio III, è stato il porporato italiano più giovane. Nel 1550 partecipò al conclave che elesse Papa Giulio III. Il 18 novembre 1551, rinunciò alla carica episcopale nella città, a favore della sede di Novara dove si trasferì.
Rinunciò però anche a questa sede il 12 settembre 1552, a meno di un anno di reggenza della diocesi. Nel 1555 partecipò ai due conclavi che elessero Marcello II e Paolo IV.
Divenne quindi Amministratore apostolico di Vicenza dal 1560 per volere di Pio IV e poi arcivescovo di Ravenna dal 1566 per volere di Pio V. Come tale, convocò un sinodo dei vescovi della Romagna, a cui prese parte anche Antonio Giannotti, vescovo di Forlì.
Su richiesta sua e della famiglia ducale la diocesi di Urbino venne elevata a sede arcivescovile formando la prima provincia ecclesiastica entro lo Stato pontificio dopo quella di Ravenna (fondata nei primi secoli).
Partecipò nel 1572 al conclave che elesse Gregorio XIII, il sesto e ultimo della sua vita. Nel 1578, pochi mesi prima di morire, venne nominato nuovamente Arcivescovo di Urbino, dopo essersi adoperato nel 1563 per l'elevazione della Diocesi in Arcidiocesi metropolitana.
Resse l'Arcidiocesi fino alla morte, che avvenne a Fossombrone il 3 settembre 1578 all'età di 45 anni. Venne sepolto nel monastero di Santa Chiara di Urbino, dove le sue spoglie giacciono ancora.

## Discendenza
Ebbe tre figli naturali:
- Maria;
- Ippolito (1554-1613), militare;
- Giuliano (1559-1621), ecclesiastico.

## Ascendenza
|                                |                    |                         | Genitori                         |  |  | Nonni |  |  | Bisnonni               |  |  | Trisnonni             |  |
|                                |                    |                         |                                  |  |  |       |  |  | Raffaello della Rovere |  |  | Leonardo della Rovere |  |
|                                |                    |                         |                                  |  |  |       |  |  | Raffaello della Rovere |  |  | Leonardo della Rovere |  |
|                                |                    | Luchina Monleoni        |                                  |  |  |       |  |  | Raffaello della Rovere |  |  |                       |  |
| Giovanni della Rovere          |                    |                         |                                  |  |  |       |  |  | Raffaello della Rovere |  |  |                       |  |
|                                |                    | Teodora Manirolo        | Giovanni Manirola                |  |  |       |  |  |                        |  |  |                       |  |
|                                |                    | Teodora Manirolo        | Giovanni Manirola                |  |  |       |  |  |                        |  |  |                       |  |
|                                |                    | Teodora Manirolo        | …                                |  |  |       |  |  |                        |  |  |                       |  |
| Francesco Maria I della Rovere |                    | Teodora Manirolo        |                                  |  |  |       |  |  |                        |  |  |                       |  |
|                                |                    | Federico da Montefeltro | Guidantonio da Montefeltro       |  |  |       |  |  |                        |  |  |                       |  |
|                                |                    | Federico da Montefeltro | Guidantonio da Montefeltro       |  |  |       |  |  |                        |  |  |                       |  |
|                                |                    | Federico da Montefeltro | Elisabetta degli Accomanducci    |  |  |       |  |  |                        |  |  |                       |  |
| Giovanna da Montefeltro        |                    | Federico da Montefeltro |                                  |  |  |       |  |  |                        |  |  |                       |  |
|                                |                    | Battista Sforza         | Alessandro Sforza                |  |  |       |  |  |                        |  |  |                       |  |
|                                |                    | Battista Sforza         | Alessandro Sforza                |  |  |       |  |  |                        |  |  |                       |  |
|                                |                    | Battista Sforza         | Costanza da Varano               |  |  |       |  |  |                        |  |  |                       |  |
| Giulio della Rovere            |                    | Battista Sforza         |                                  |  |  |       |  |  |                        |  |  |                       |  |
|                                | Federico I Gonzaga | Ludovico III Gonzaga    |                                  |  |  |       |  |  |                        |  |  |                       |  |
|                                | Federico I Gonzaga | Ludovico III Gonzaga    |                                  |  |  |       |  |  |                        |  |  |                       |  |
|                                | Federico I Gonzaga | Barbara di Brandeburgo  |                                  |  |  |       |  |  |                        |  |  |                       |  |
| Francesco II Gonzaga           | Federico I Gonzaga |                         |                                  |  |  |       |  |  |                        |  |  |                       |  |
|                                |                    | Margherita di Baviera   | Alberto III di Baviera           |  |  |       |  |  |                        |  |  |                       |  |
|                                |                    | Margherita di Baviera   | Alberto III di Baviera           |  |  |       |  |  |                        |  |  |                       |  |
|                                |                    | Margherita di Baviera   | Anna di Braunschweig-Grubenhagen |  |  |       |  |  |                        |  |  |                       |  |
| Eleonora Gonzaga della Rovere  |                    | Margherita di Baviera   |                                  |  |  |       |  |  |                        |  |  |                       |  |
|                                |                    | Ercole I d'Este         | Niccolò III d'Este               |  |  |       |  |  |                        |  |  |                       |  |
|                                |                    | Ercole I d'Este         | Niccolò III d'Este               |  |  |       |  |  |                        |  |  |                       |  |
|                                |                    | Ercole I d'Este         | Ricciarda di Saluzzo             |  |  |       |  |  |                        |  |  |                       |  |
| Isabella d'Este                |                    | Ercole I d'Este         |                                  |  |  |       |  |  |                        |  |  |                       |  |
|                                |                    | Eleonora d'Aragona      | Ferdinando I di Napoli           |  |  |       |  |  |                        |  |  |                       |  |
|                                |                    | Eleonora d'Aragona      | Ferdinando I di Napoli           |  |  |       |  |  |                        |  |  |                       |  |
|                                |                    | Eleonora d'Aragona      | Isabella di Chiaromonte          |  |  |       |  |  |                        |  |  |                       |  |
|                                |                    | Eleonora d'Aragona      |                                  |  |  |       |  |  |                        |  |  |                       |  |

## Genealogia episcopale e successione apostolica
La genealogia episcopale è:
- Cardinale Alessandro Farnese il Giovane
- Cardinale Giulio della Rovere

La successione apostolica è:
- Arcivescovo Giovanni Oliva (1568)
- Vescovo Alessandro Mazza (1569)